# The Mighty Ducks
The Mighty Ducks (que en España se tradujo a Somos los mejores y en Hispanoamérica como Los patos macho o Los campeones) es una película de comedia y deportiva estadounidense de 1992, la primera parte de la saga Mighty Ducks. Se estrenó en cines el 2 de octubre de 1992, dirigida por Stephen Herek, producida por Jon Avnet y Jordan Kerner, y distribuida por Walt Disney Pictures.
La película sigue la historia de Gordon Bombay, un abogado que después de ser detenido por la policía conduciendo borracho, se ve obligado a entrenar a un equipo de hockey sobre hielo infantil, los Patos, como parte de un programa de servicios comunitarios. Meses después de su estreno, el grupo Disney utilizó la denominación para un nuevo equipo de hockey profesional en la National Hockey League, los Mighty Ducks of Anaheim.

## Sinopsis
Gordon Bombay (Emilio Estévez) es un ambicioso abogado que participa con intensidad del mundo competitivo y despiadado en el que debe desenvolverse. Pero sus valores se tambalean por completo cuando un juez decide condenarle a realizar un trabajo de rehabilitación social. La tarea que se le encomienda, y de la que no puede escapar, es entrenar a un equipo infantil de hockey de niños de 12 años. Sin embargo, el abogado termina por encontrar en la condena un nuevo sentido a su vida..

## Reparto
- Emilio Estévez como Gordon Bombay.
- Joss Ackland como Hans.
- Lane Smith como Jack Reilly.
- Heidi Kling como Casey Conway.
- Josef Sommer como Sr. Gerald Ducksworth.
- Joshua Jackson como Charlie Conway, #96.
- Elden Henson como Fulton Reed, #44.
- Shaun Weiss como Greg Goldberg, #33.
- M. C. Gainey como Lewis.
- Matt Doherty como Lester Averman, #4.
- Brandon Adams como Jesse Hall, #9.
- J. D. Daniels como Peter Mark, #24.
- Aaron Schwartz como Dave Karp, #11.
- Garette Ratliff Henson como Guy Germaine, #00.
- Marguerite Moreau como Connie Moreau, #18.
- Danny Tamberelli como Tommy Duncan, #2.
- Jane Plank como Tammy Duncan, #5.
- Jussie Smollett como Terry Hall, #1.
- Vincent Larusso como Adam Banks, #99.
- Michael Ooms como McGill, #7.
- Casey Garven como Larson, #33.
- Hal Fort Atkinson III como Phillip Banks.
- Basil McRae como Él mismo.
- Mike Modano como Él mismo.
- John Beasley como Sr. Hall
- Brock Pierce como Gordon Bombay a los 10 años.
- Robert Pall como Padre de Gordon.
- John Paul Gamoke como Sr. Tolbert
- Steven Brill como Frank Huddy.
- George Coe como Juez.